# Шатха
Шатха (араб. شطحة‎) — город на северо-западе Сирии, расположенный на территории мухафазы Хама. Входит в состав района Скальбия. Является центром одноимённой нахии.

## Географическое положение
Город находится в северо-западной части мухафазы, к западу от реки Эль-Аси, на высоте 252 метров над уровнем моря.

Шатха расположена на расстоянии приблизительно 56 километров к северо-западу от Хамы, административного центра провинции и на расстоянии 215 километров к северу от Дамаска, столицы страны.

## Население
По данным официальной переписи 2004 года численность населения города составляла 8076 человек (4220 мужчин и 3856 женщин). Насчитывалось 1397 домохозяйств.

## Транспорт
Ближайший гражданский аэропорт — Международный аэропорт имени Басиля Аль-Асада.